# Włodzimierz Skalik
Włodzimierz Bogdan Skalik (ur. 10 czerwca 1959 w Radomsku) – polski pilot sportowy, polityk i samorządowiec, prezes Aeroklubu Polskiego (2010–2018), poseł na Sejm X kadencji.

## Życiorys
Ukończył policealne studium zawodowe w Częstochowie. Studiował zarządzanie organizacjami lotniczymi na Akademii Obrony Narodowej w Warszawie. Zajął się prowadzeniem własnej działalności gospodarczej.
Zdobył tytuły mistrza świata w 1990 i dwukrotnie wicemistrza (1987, 1989) w lataniu precyzyjnym, tytuł wicemistrza Europy (1988) w lataniu precyzyjnym. Dwukrotnie był rajdowo-nawigacyjnym mistrzem świata (1988, 1995) oraz srebrnym (1991) i także dwukrotnie brązowym medalistą (1993, 1997) oraz wielokrotnym drużynowym medalistą imprez mistrzowskich.
Członek Aeroklubu Częstochowskiego. W marcu 2010 podczas XXVII walnego zgromadzenia delegatów został wybrany na prezesa Aeroklubu Polskiego. Funkcję tę pełnił do marca 2018. Również w 2010 został jednym z wiceprezydentów Międzynarodowej Federacji Lotniczej (FAI).
W 1989 jako kandydat Aeroklubu PRL bez powodzenia ubiegał się o mandat posła, przegrywając m.in. z kandydatem KO „Solidarność” Jarosławem Kapsą. W wyborach samorządowych w 1998 bezskutecznie ubiegał się o mandat radnego Częstochowy z listy Częstochowskiego Forum Samorządowego. W 2006 uzyskał mandat radnego sejmiku śląskiego z listy Prawa i Sprawiedliwości. W 2007 przeszedł do Prawicy Rzeczypospolitej, został jej pełnomocnikiem na okręg częstochowski. Bez powodzenia ubiegał się o mandat poselski w przedterminowych wyborach parlamentarnych z listy Ligi Polskich Rodzin. W styczniu 2008 po zmianie koalicji w sejmiku został członkiem klubu radnych Przymierze Regionalne, który potem się rozpadł. Włodzimierz Skalik nie ubiegał się w 2010 o reelekcję. W 2013 został właścicielem spółki z o.o. Premium-Media.pl z siedzibą w Częstochowie. W 2015 był współtwórcą organizacji Grzegorza Brauna Pobudka. W 2018 jako przedstawiciel Prawicy Rzeczypospolitej kandydował do sejmiku z listy komitetu Kukiz’15, który nie uzyskał mandatów. W 2019 jako bezpartyjny kandydował bez powodzenia do Parlamentu Europejskiego z listy Konfederacji, reprezentując Pobudkę, której środowisko powołało następnie partię Konfederacja Korony Polskiej, działającą w ramach także sformalizowanej jako partii Konfederacji Wolność i Niepodległość. Włodzimierz Skalik został sekretarzem generalnym KKP. W wyborach w tym samym roku z listy Konfederacji WiN bezskutecznie kandydował także do Sejmu.
W wyborach parlamentarnych w 2023 uzyskał natomiast mandat poselski z listy tego samego ugrupowania, kandydując w okręgu opolskim i zdobywając 15 190 głosów. W marcu 2025 wystąpił z klubu poselskiego Konfederacji, a w czerwcu tegoż roku współtworzył koło poselskie KKP.

## Wyniki w wyborach ogólnopolskich i wojewódzkich
| Wybory | Komitet wyborczy | Komitet wyborczy                          | Organ                                     | Okręg          | Wynik          |
| ------ | ---------------- | ----------------------------------------- | ----------------------------------------- | -------------- | -------------- |
| 1989   |                  | kandydat bezpartyjny                      | Sejm X kadencji                           | nr 18          | 5939 (3,43%)   |
| 2006   |                  | Prawo i Sprawiedliwość                    | Sejmik Województwa Śląskiego III kadencji | nr 6           | 11 177 (6,85%) |
| 2007   |                  | Liga Polskich Rodzin                      | Sejm VI kadencji                          | nr 28          | 1897 (0,74%)   |
| 2018   |                  | Kukiz’15                                  | Sejmik Województwa Śląskiego VI kadencji  | nr 6           | 7898 (3,57%)   |
| 2019   |                  | Konfederacja KORWiN Braun Liroy Narodowcy | Parlament Europejski IX kadencji          | nr 11          | 1977 (0,12%)   |
| 2019   |                  | Konfederacja Wolność i Niepodległość      | Sejm IX kadencji                          | nr 28          | 10 275 (3,61%) |
| 2023   | Sejm X kadencji  | Konfederacja Wolność i Niepodległość      | nr 21                                     | 15 190 (3,16%) |                |

## Odznaczenia
Został odznaczony Złotym Krzyżem Zasługi (1995) oraz Krzyżem Kawalerskim Orderu Odrodzenia Polski (2005).